# Tầng Valangin
| Hệ/ Kỷ                                | Thống/ Thế   | Bậc/ Kỳ    | Tuổi (Ma) | Tuổi (Ma) |
| ------------------------------------- | ------------ | ---------- | --------- | --------- |
| Paleogen                              | Paleocen     | Đan Mạch   | trẻ hơn   | trẻ hơn   |
| Creta                                 | Thượng /Muộn | Maastricht | 66.0      | 72.1      |
| Creta                                 | Thượng /Muộn | Champagne  | 72.1      | 83.6      |
| Creta                                 | Thượng /Muộn | Santon     | 83.6      | 86.3      |
| Creta                                 | Thượng /Muộn | Cognac     | 86.3      | 89.8      |
| Creta                                 | Thượng /Muộn | Turon      | 89.8      | 93.9      |
| Creta                                 | Thượng /Muộn | Cenoman    | 93.9      | 100.5     |
| Creta                                 | Hạ/Sớm       | Alba       | 100.5     | ~113.0    |
| Creta                                 | Hạ/Sớm       | Apt        | ~113.0    | ~125.0    |
| Creta                                 | Hạ/Sớm       | Barrême    | ~125.0    | ~129.4    |
| Creta                                 | Hạ/Sớm       | Hauterive  | ~129.4    | ~132.9    |
| Creta                                 | Hạ/Sớm       | Valangin   | ~132.9    | ~139.8    |
| Creta                                 | Hạ/Sớm       | Berrias    | ~139.8    | ~145.0    |
| Jura                                  | Thượng /Muộn | Tithon     | già hơn   | già hơn   |
| Phân chia kỷ Creta theo ICS năm 2017. |              |            |           |           |

Trong niên đại địa chất, tầng Valangin là một bậc hay một kỳ của Creta Hạ/sớm. Nó có niên đại từ 139.8 Ma đến 132.9 Ma (Ma: Megaannum, triệu năm trước). Tầng Valangin tiếp sau tầng Berrias, và kế tiếp là tầng Hauterive đều trong Creta sớm.

## Địa tầng
Tầng Valangin được miêu tả và đặt tên lần đầu tiên bởi Édouard Desor vào năm 1853. Tên được dựa theo Valangin-một thị trấn nhỏ phía bắc Neuchâtel, núi Jura, Thụy Sĩ.
Đáy tầng Valangin đánh đấu bởi sự xuất hiện lần đầu tiên của loài calpionellid, Calpionellites darderi trong thang địa tầng. GSSP (mặt cắt tham chiếu chính thức) cho đáy tầng Valangin vẫn chưa có cách xác định chính xác.
Đỉnh tầng Valangin (Đáy tầng Hauterive) có xuất hện lần đầu tiên của chi ammonite mới, Acanthodiscus.

### Phân cấp
Tầng Valangin thường được chia thành phân tầng Hạ và Thượng. Phân tầng Hạ được tính từ khi loài cúc Saynoceras verrucosum xuất hiện và lần biển tiến Va3.
Trong đại dương Tethys, tầng Valangin bao gồm các đới sinh vật:
- Đới Criosarasinella furcillata
- Đới Neocomites peregrinus
- Đới Saynoceras verrucosum
- Đới Busnardoites campylotoxus
- Đới Tirnovella pertransiens

## Cố sinh vật học

### †Ankylosaurs
| Ankylosauria thuộc tầng Valangin | Ankylosauria thuộc tầng Valangin | Ankylosauria thuộc tầng Valangin | Ankylosauria thuộc tầng Valangin | Ankylosauria thuộc tầng Valangin |
| Đơn vị phân loại                 | Tồn tại                          | Vị trí                           | Đặc điểm                         | Hình ảnh                         |
| -------------------------------- | -------------------------------- | -------------------------------- | -------------------------------- | -------------------------------- |
| - Hylaeosaurus                   |                                  |                                  |                                  |                                  |

### Chim (avian theropods)
| Chim thuộc tầng Valangin | Chim thuộc tầng Valangin | Chim thuộc tầng Valangin | Chim thuộc tầng Valangin | Chim thuộc tầng Valangin |
| Đơn vị phân loại         | Tồn tại                  | Vị trí                   | Đặc điểm                 | Hình ảnh                 |
| ------------------------ | ------------------------ | ------------------------ | ------------------------ | ------------------------ |
| - Gallornis              |                          | France                   |                          |                          |
| - Wyleyia                |                          |                          |                          |                          |

### Crocodylomorpha
| Crocodylomorpha thuộc tầng Valangin | Crocodylomorpha thuộc tầng Valangin | Crocodylomorpha thuộc tầng Valangin | Crocodylomorpha thuộc tầng Valangin | Crocodylomorpha thuộc tầng Valangin |
| Đơn vị phân loại                    | Tồn tại                             | Vị trí                              | Đặc điểm                            | Hình ảnh                            |
| ----------------------------------- | ----------------------------------- | ----------------------------------- | ----------------------------------- | ----------------------------------- |
| - Dakosaurus lapparenti             |                                     |                                     |                                     |                                     |
| - Enaliosuchus                      |                                     |                                     |                                     |                                     |
| - Machimosaurus                     |                                     |                                     |                                     |                                     |

### †Ornithopods
| Ornithopoda thuộc tầng Valangin | Ornithopoda thuộc tầng Valangin | Ornithopoda thuộc tầng Valangin | Ornithopoda thuộc tầng Valangin | Ornithopoda thuộc tầng Valangin |
| Đơn vị phân loại                | Tồn tại                         | Vị trí                          | Đặc điểm | Hình ảnh                        |
| ------------------------------- | ------------------------------- | ------------------------------- | --- | ------------------------------- |
| - Fulgurotherium                |                                 | Australia                       | Có thể là một chimera dựa theo nhiều loài Ornithopoda khác nhau |                                 |
| - Iguanodon                     |                                 | châu Âu                         | Là loài khủng long đầu tiên được tìm thấy |                                 |
| - Kangnasaurus                  |                                 | Tỉnh Cape Nam Phi               | Thường được xem là nomen dubium, nó được phân loại thành một chi giống Dryosaurus, i.e. một Iguanodont. |                                 |
| - Lanzhousaurus                 |                                 | Lan Châu, Cam Túc, Trung Quốc   | Điểm đáng chú ý là bởi "Hàm răng lớn một cách kinh ngạc ", chưa từng có ở một loài sinh vật ăn cỏ nào khác, chứng tỏ chúng là một iguanodont. Hàm dưới dài hơn 1 mét gợi ý cho ta thấy về kích thước vô cùng to lớn của nó. |                                 |
| - Valdosaurus                   |                                 | đảo Wight, Anh; Niger, châu Phi | Một chi của họ dryosauridae |                                 |

### †Pterosaurs
| Pterosaurs thuộc tầng Valangin | Pterosaurs thuộc tầng Valangin | Pterosaurs thuộc tầng Valangin                      | Pterosaurs thuộc tầng Valangin | Pterosaurs thuộc tầng Valangin |
| Đơn vị phân loại               | Tồn tại                        | Vị trí                                              | Đặc điểm                       | Hình ảnh                       |
| ------------------------------ | ------------------------------ | --------------------------------------------------- | ------------------------------ | ------------------------------ |
| - Lonchodectes                 |                                |                                                     |                                |                                |
| - Pterodaustro                 |                                | Thành hệ Lagarcito, tỉnh San Luis, Argentina; Chile |                                |                                |

### †Sauropods
| Sauropods thuộc tầng Valangin | Sauropods thuộc tầng Valangin | Sauropods thuộc tầng Valangin | Sauropods thuộc tầng Valangin | Sauropods thuộc tầng Valangin |
| Đơn vị phân loại              | Tồn tại                       | Vị trí                        | Đặc điểm                      | Hình ảnh                      |
| ----------------------------- | ----------------------------- | ----------------------------- | ----------------------------- | ----------------------------- |
| - Algoasaurus                 |                               |                               |                               |                               |
| - Xenoposeidon                |                               |                               |                               |                               |

### †Stegosaurs
| Stegosaurs thuộc tầng Valangin | Stegosaurs thuộc tầng Valangin | Stegosaurs thuộc tầng Valangin | Stegosaurs thuộc tầng Valangin | Stegosaurs thuộc tầng Valangin |
| Đơn vị phân loại               | Tồn tại                        | Vị trí                         | Đặc điểm                       | Hình ảnh                       |
| ------------------------------ | ------------------------------ | ------------------------------ | ------------------------------ | ------------------------------ |
| - Craterosaurus                |                                |                                |                                |                                |
| - Paranthodon                  |                                |                                |                                |                                |
| - Wuerhosaurus                 |                                |                                |                                |                                |

### †Theropoda (phi chim)
| Theropoda phi chim thuộc tầng Valangin | Theropoda phi chim thuộc tầng Valangin | Theropoda phi chim thuộc tầng Valangin | Theropoda phi chim thuộc tầng Valangin | Theropoda phi chim thuộc tầng Valangin |
| Đơn vị phân loại                       | Tồn tại                                | Vị trí                                 | Đặc điểm                               | Hình ảnh                               |
| -------------------------------------- | -------------------------------------- | -------------------------------------- | -------------------------------------- | -------------------------------------- |
| - "Ginnareemimus"                      |                                        |                                        |                                        |                                        |
| - Nqwebasaurus                         |                                        |                                        |                                        |                                        |
| - Phaedrolosaurus                      |                                        |                                        |                                        |                                        |
| - Xinjiangovenator                     |                                        |                                        |                                        |                                        |